# Калістрат Куцов
Калістра́т Ку́цов (рум. Calistrat Cuţov; 10 жовтня 1948 — березень 2025) — румунський боксер легкої й першої напівсередньої ваги, згодом — тренер з боксу. Заслужений майстер спорту. Бронзовий призер Олімпійських ігор, чемпіон і дворазовий призер чемпіонатів Європи. Багаторазовий чемпіон Румунії й Балканських країн з боксу.
Старший брат срібного олімпійського призера Симіона Куцова.

## Життєпис
Народився 10 жовтня 1948 року в комуні Смерданул-Ноу, жудець Бреїла, Румунія.
Спочатку виступав у легкій вазі, де у 1968 році вперше став чемпіоном Румунії. У 1971 році перейшов у першу напівсередню вагу.
Тричі брав участь в змаганнях боксерів на літніх Олімпійських іграх. У 1968 році на Олімпійських іграх у Мехіко (Мексика) виступав у легкій вазі й дістався півфіналу, де поступився американцю Ронні Гаррісу, тим самим здобувши бронзову олімпійську медаль. На Олімпійських іграх 1972 року в Мюнхені (ФРН) виступав у першій напівсередній вазі, вибув у другому колі змагань. На Олімпійських іграх 1976 року в Монреалі (Канада) у чвертьфіналі змагань боксерів першої напівсередньої ваги поступився болгаринові Владіміру Колєву.
Тричі брав участь в Чемпіонатах Європи з боксу, виборов повний комплект медалей. Дев'ять разів ставав чемпіоном Румунії (1968–1970, 1972–1977), тричі перемагав на першості Балканських країн (1969, 1972, 1974), також тричі перемагав у міжнародних турнірах «Золотого пояса» (1972, 1975, 1976).
У 1981 році розпочав кар'єру тренера. Першим вагомим здобутком його учнів стала срібна медаль Даніеля Думітреску на Олімпійських іграх 1988 року в Сеулі (Південна Корея).